# Пантюхінська печера
Пантюхінська (печера ім. В. Пантюхіна) — печера в Гудаутському районі Абхазії, на Західному схилі Бзибського масиву.
Одна з найглибших на даний момент печер світу (8-е місце по глибині). Розташована в одному з відрогів Бзибського хребта (урочище Абац), в товщі рифогених юрських вапняків. Дослідження печери почалося в 1979 році. Глибина печери — 1508 метрів, сумарна довжина ходів близько 5,5 км. Абсолютна висота входу: 1786 м. Названа на честь кримського альпініста і спелеолога В'ячеслава Пантюхіна.

## Складнощі проходження печери
Категорія складності 5Б.

## Опис печери
Вхід у шахту-понор розташовується на дні корозійно-ерозійної долини поблизу її виходу в зону лісу. Порожнина утворює в плані складну спіраль, орієнтування якої контролюється розломом північно-східного простягання. Від входу до глибини 100 м необхідно подолати серію внутрішніх колодязів від 10 до 15 м глибиною. Потім йдуть більш глибокі вертикальні і похилі колодязі, що приводять на глибину −620 м. Звідси починається субгоризонтальна суха галерея, в дні якої є декілька тупикових колодязів. Галерея приймає бічний приток.
Шахта закладена в нижньокрейдових вапняках. У порожнині переважають обвальні та водні механічні відкладення (глина).

## Історія дослідження
Шахту виявлено і досліджено Сімферопольською комісією спелеотуризму в 1981–1982 роках (керівник Г. С. Пантюхін).